# HagenSchule
Die HagenSchule ist eine inklusive, ökumenische Grund- und Gesamtschule in freier Trägerschaft in Hagen. Der Unterricht basiert auf den Entwicklungsstufen der Montessori-Pädagogik.
Schulträger ist seit 2012 die HagenSchule gAG, die 2011 aus einem Vorbereitungskreis von Eltern und Lehrern gegründet wurde.

## Geschichte
Basierend auf den demografischen Entwicklungen in Hagen kamen im Jahr 2009 erstmals Eltern und Pädagogen zusammen, um abseits der staatlichen Schulentwicklungsplanung Ideen für die reformpädagogische Kooperation von Schulen zu entwickeln. 2011 wurde der Antrag für eine Grundschule und eine Realschule in freier Trägerschaft bei der Bezirksregierung Arnsberg gestellt. Nach Genehmigung begann im August 2012 der Schulbetrieb mit zunächst knapp 40 Schulkindern der Jahrgangsstufen 1–6.
2017 legten die ersten Absolventen den zentralen Abschluss nach Klasse 10 ab. Ende 2017 lernten rund 120 Kinder an der HagenSchule.
Seit August 2019 ist für die HagenSchule auch eine Gesamtschule bis Klasse 13 genehmigt.
Von Anfang an führt die HagenSchule einen gebundenen Ganztagsbetrieb sowohl für die Primar- als auch die Sekundarstufe für alle Lernenden durch.
Seit 2017 nimmt die HagenSchule am europäischen Austauschprogramm Erasmus+ teil.

## Organisation und Abschlüsse
Die HagenSchule unterrichtet nach der Montessori-Pädagogik in altersgemischten Lerngruppen. Die Tagesstruktur mit Freiarbeit und Vernetztem Lernen ersetzt den klassischen Stundenplan mit Schulfächern. Die Umsetzung der didaktischen Inhalte der Lehrpläne orientiert sich an den Darbeitungsreihen  der internationalen Montessori-Ausbildung, die u. a. von Association Montessori International (AMI) vermittelt wird. Insbesondere für die deutschsprachigen Inhalte arbeitet die Schule mit der Österreichischen Montessori-Gesellschaft und der European Montessori Teachers Association (EMTA) sowie dem Bundesverband Montessori Deutschland zusammen.
An der HagenSchule können folgende staatlich anerkannte Schulabschlüsse erworben werden:
- nach der 9. Klasse: Erster Schulabschluss(Hauptschulabschluss)
- nach der 10. Klasse: Mittlerer Schulabschluss (Mittlere Reife)
- nach der 12. Klasse: Fachhochschulreife (schulischer Teil)
- nach der 13. Klasse: Abitur
- parallel  kann auch das International Baccalaureate Diploma Program Ibdp absolviert werden

## Weiteres
Die Schule ist Mitglied im VDP Nordrhein-Westfalen.
Der Bundesverband Montessori Deutschland weist die Schule als montessori-orientierte Bildungseinrichtung aus.